# Aeroporto di Nižnekamsk
L'aeroporto di Nižnekamsk noto anche come l'aeroporto Begiševo è un aeroporto internazionale situato a 21 km a est di Nižnekamsk e a circa 24 km da Naberežnye Čelny, nel Tatarstan, nella Russia europea.

## Composizione societaria
L'aeroporto di Nižnekamsk è gestito attualmente dalla compagnia aerea russa Avia-Tatarstan

## Dati tecnici
L'aeroporto di Nižnekamsk attualmente dispone di una pista attiva asfaltata. La prima pista attiva dell'aeroporto è una pista di classe C di 2.506 m x 42 m.
Il peso massimo al decollo dalla prima pista dell'aeroporto è di 163 t.
L'aeroporto Begiševo è attrezzato per l'atterraggio/decollo dei seguenti tipi degli aerei: Airbus A320, Antonov An-2, Antonov An-12, Antonov An-24, Antonov An-26, Antonov An-30, Boeing 737, Ilyushin Il-18, Ilyushin Il-76, Let L 410, Tupolev Tu-134, Tupolev Tu-154, Tupolev Tu-204, Yakovlev Yak-40, Yakovlev Yak-42 e di tutti i tipi degli elicotteri.
L'aeroporto è aperto 24 ore al giorno.

## Collegamenti con Nižnekamsk e Naberežnye Čelny
Il Terminal aeroportuale è collegato con Naberežnye Čelny 5 volte al giorno. Le corse della linea no.22 del trasporto pubblico partono subito dopo l'atterraggio dei voli di linea principali.